# John Steell

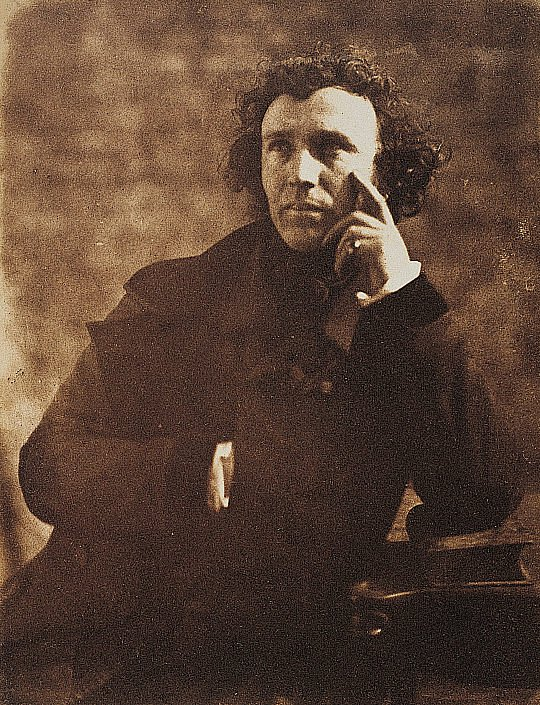
Sir John Steell.

John Robert Steell, född den 18 september 1804 i Aberdeen, död den 15 september 1891, var en skotsk skulptör.
Steell gjorde sig bemärkt genom en sedermera i Edinburgh rest kolossalstaty av Alexander och Bucephalus och blev, då han modellerat drottningen i kunglig skrud, utnämnd till skulptör "to Her Majesty for Scotland". Till hans främsta verk hör: Walter Scotts staty, utgörande en del av det över Scott resta monumentet i Edinburgh, ett monument i Glasgows katedral över 93:e höglandsregementet och en i New York rest kolossal stod av Robert Burns.